# گیاه‌پارچ همسلیانا
گیاه‌پارچ همسلیانا (نام علمی: Nepenthes hemsleyana)، ، یک گونه از سرده گیاه‌پارچ‌ها در بورنئو می‌باشد.